# Obozy hitlerowskie w Szebniach
Frontstalag i Zwangsarbeitslager w Szebniach – niemiecki obóz dla jeńców radzieckich (od 8 października 1941 do listopada 1942 i ponownie od marca do 8 września 1944) oraz obóz pracy przymusowej dla Polaków, Żydów i Ukraińców (od 11 marca 1943 do 2 lutego 1944), zlokalizowany w Szebniach na Pogórzu Środkowobeskidzkim, 10 km na wschód od Jasła.

## Stalag 327/325 (1941–1942)
Podwaliny pod obóz dał punkt etapowy dla kompanii transportowej oddziału konnego Wehrmachtu, zbudowany na przełomie 1939 i 1940, który składał się z 8 baraków na powierzchni 10 hektarów.
W połowie września 1941 wojsko opuściło obóz, a już 8 października tego roku przybył pierwszy transport ok. 2 tys. ludzi z terenów Związku Radzieckiego przywiezionych koleją do stacji Moderówka (obecnie Szebnie) – wtedy powstał frontstalag. W listopadzie przybyły jeszcze 3 transporty i liczba uwięzionych wynosiła od 5 do 7 tys. W jednym baraku znajdowało się około 300 osób, a wszystkich baraków było 20 (o długości około 40 m, szerokość 7 m.). Tylko część z nich mieszkała w barakach, dlatego śmiertelność była duża (w listopadzie 1941: 8-10 osób dziennie). Jeńcy byli skrajnie niedożywieni, trzymani w niehigienicznych warunkach i w zimnie, byli bici lub zabijani przez strażników, a celem komendy obozu było ich możliwie szybkie wyniszczenie. Po wybuchu epidemii tyfusu 12 grudnia 1941 liczba zgonów wynosiła nawet 200 osób dziennie. Zmarłych wywożono do zagłębienia terenu, na tzw. Bierowskich Dołach. 
Obóz zlikwidowano w listopadzie 1942. W obozie zginęło około 4-6 tysięcy jeńców radzieckich. Pozostałych przy życiu około 200 ludzi przewieziono do obozu w Rymanowie.
Obóz nosił numer 325, do września 1942 być może 327.

## Zwangsarbeitslager(1943–1944)

### Założenie
Obóz pracy przymusowej (Zwangsarbeitslager) rozpoczął działalność 11 marca 1943, kiedy przywieziono pierwszy transport rzemieślników żydowskich z getta w Tarnowie. Z obozu w Płaszowie jego komendant Amon Göth nakazał 7 marca wyjazd do Szebni 47 fachowcom, wśród których byli stolarze, ślusarze, elektrotechnicy, kucharki i pracownice biurowe. Kolejne transporty przyjeżdżały z likwidowanych gett w Bochni, Jaśle, Tarnowie, Rzeszowie i Przemyślu, z małych obozów z Frysztaka i Dukli, a także z obozów w Płaszowie i Pustkowie. Jednocześnie obóz pełnił funkcję zastępczego więzienia policyjnego (Polizeiersatzgefängnis) dla placówki gestapo w Jaśle.

### Dowództwo
Komendantami obozu byli kolejno: untersturmführer Anton Scheidt (przez około dwa miesiące), hauptsturmführer Hans Kellermann i hauptsturmführer Karl Blank (najpóźniej od grudnia 1943). W sierpniu 1943 Kellermann wydzielił w obozie część żydowską, stawiając na jej czele oberscharführera Josefa Grzimka, skierowanego do Szebni po przeprowadzeniu masowych egzekucji Żydów ze Lwowa w obozie janowskim, a na czele części polsko-ukraińskiej – Johanna Unterhubera. Grzimek dowodził od sierpnia do grudnia 1943 powołaną w obozie strażą ukraińską, zaciągniętą spośród szkolonych wówczas na pobliskim poligonie SS „Heidelager” w Pustkowie ochotników 14 Dywizji Grenadierów SS „Hałyczyna”. 
Dowództwo obozu mieściło się w dworze Gorayskich w Szebniach. W pijackich orgiach we dworze, zwanych od nazwiska organizatora scheidtówkami, których ofiarami były młode Polki i Żydówki, uczestniczyli dowódca SS i policji w dystrykcie krakowskim oberführer Julian Scherner, jego szef sztabu sturmbannführer Wilhelm Haase, komendant obozu w Płaszowie untersturmführer Amon Göth i starosta jasielski Walter Gentz. W świetle zachowanych relacji obóz charakteryzował się na terenie dystryktu krakowskiego największą po Płaszowie skalą przemocy seksualnej wobec więźniarek. Jego komendant Kellermann został odwołany pod koniec 1943 za utrzymywanie zbyt bliskich stosunków z więźniami żydowskimi i przywłaszczenia majątkowe.

### Więźniowie
Na początku sierpnia 1943 w obozie przebywało 1040 więźniów (w tym 570 Żydów). Więźniowie nosili ubrania cywilne oznaczone farbą oraz naszyty numer na kawałku białego materiału. W tym czasie ukończył się etap budowy obozu. Obóz o wymiarach 557 na 178 metrów był ogrodzony drutem kolczastym, posiadał 4 wieże strażnicze, 32 baraki rozdzielone w 4 pola obozowe oraz miejsce egzekucji. Wykonywano tam karę chłosty na „koziołku” i karę „słupka”. Zabitych grzebano na miejscowym cmentarzu. 
Więźniowie pracowali głównie w warsztatach na terenie obozu i żwirowisku nad Jasiołką, a także przy budowie lub naprawie dróg i przeładunku towarów na stacji kolejowej w Moderówce. Obóz posiadał filie w warsztatach lotniczych w Krośnie (od 25 sierpnia 1943 do 27 stycznia 1944), na terenie byłego obozu jeńców radzieckich w Rymanowie (wrzesień-listopad 1943) i w kamieniołomie „Cieszyna” koło Frysztaka (październik 1943 – styczeń 1944), w pobliżu jednego z tuneli Anlage Süd.

### Likwidacja
We wrześniu 1943 do obozu trafiło ok. 700 osób z getta w Tarnowie. 21 września i 6 listopada 1943 kierownictwo obozu zleciło masowe egzekucje na terenie lasu w Dobrucowej (ok. 1,7 km od obozu), w których zginęło przez rozstrzelanie około 1600 osób (w tym ponad połowa przewiezionych z Tarnowa). Zwłoki były palone na ruszcie z szyn kolejowych, a miejsce zbrodni starannie zamaskowano kładąc świeżą darń i sadząc krzewy oraz drzewka. Akcją kierował oberscharführer Josef Grzimek. 
4 listopada wysłano do Auschwitz pod pretekstem przenosin do obozu Heidelager w Pustkowie ze stacji Moderówka transport 4237 Żydów. Do obozu dotarł on dzień później. Kilkadziesiąt osób, wśród których mieli być Polacy i Romowie, zostało zamordowanych przez straż ukraińską przed wymarszem i w drodze do Moderówki. Po selekcji w Auschwitz skierowano do obozu jako więźniów 952 mężczyzn, oznaczając ich numerami 16087-161830 oraz 396 kobiet, oznaczając je numerami 66702-67097. Pozostałe 2889 osób zabito w komorach gazowych. 
Około 1200 ostatnich więźniów obozu w Szebniach odesłano 2 lutego 1944 do obozu w Płaszowie. Likwidację nadzorował od 1 lutego tamtejszy komendant Amon Göth.

## Stalag 325 (1944)
Ponownie obóz został wykorzystany końcem marca 1944, kiedy przywieziono jeńców radzieckich. Straż ukraińska miała wówczas wymordować część jeńców. Niektórych ewakuowano do Grybowa w połowie lipca i 14–25 sierpnia 1944. W obozie pozostało około 300 jeńców rannych i kalekich. Wyzwolenie obozu nastąpiło 8 września 1944.
Zabudowania obozu zostały rozebrane przez miejscową ludność w styczniu i lutym 1945.

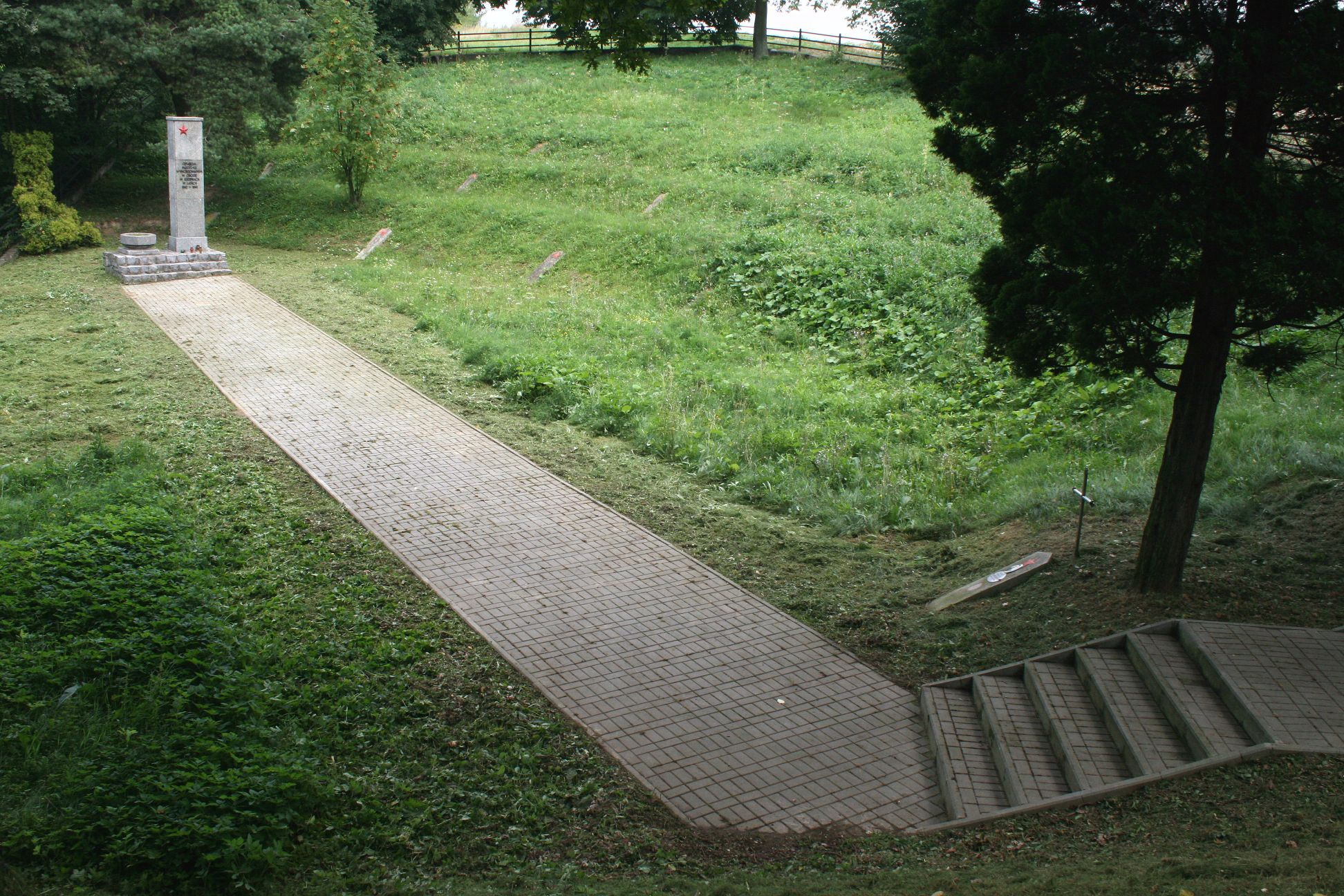
Cmentarz jeńców radzieckich na Bierowskich Dołach

## Upamiętnienie
Na miejscu obozów znajduje się szkoła wybudowana w 1964, a przed budynkiem w miejscu głównej drogi obozowej znajduje się pamiątkowy głaz. Pomniki zostały wybudowane na miejscu straceń w Dobrucowej i na cmentarzu w Szebniach. Na Bierowskich Dołach urządzono cmentarz. Ofiarom obozu jenieckiego poświęciła swój wiersz „Obóz głodowy pod Jasłem” Wisława Szymborska.